# Michał Przyrembel

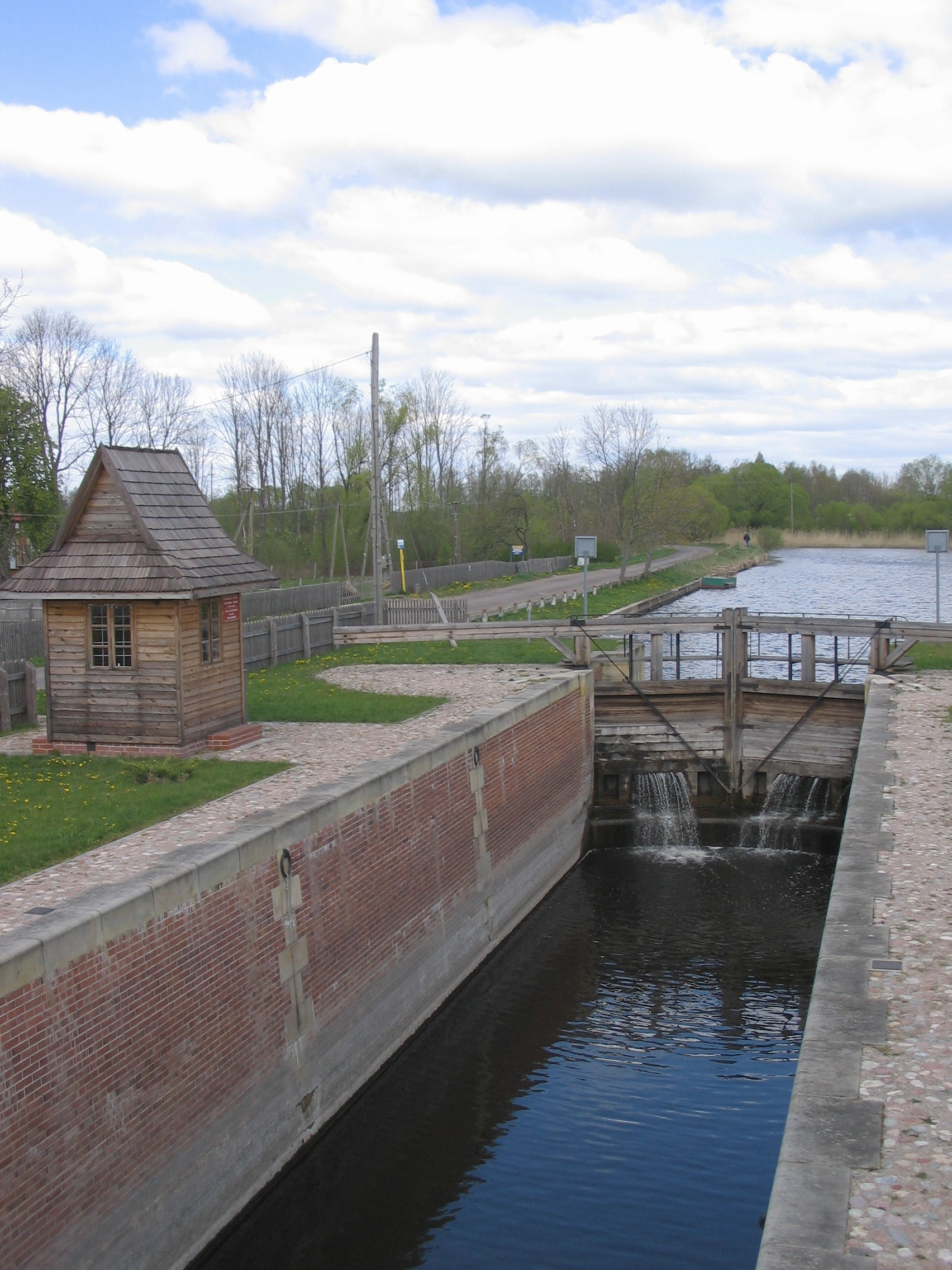
Śluza Dębowo według projektu M.Przyrembla

Michał Przyrembel (ur. 1801 w Warszawie, zm. 20 lutego 1858 tamże) – polski inżynier budownictwa wodnego i lądowego, radca stanu Królestwa Kongresowego.

## Życiorys
Urodził się w Warszawie w 1801 w rodzinie Michała i jego żony Anny z d. Kajzer. W 1814 wstąpił do Szkoły Aplikacyjnej Atrylerii i Inżynierów w Warszawie. W 1817 był konduktorem w Korpusie Inżynierów. W 1823 był przydzielony do służby w Dyrekcji Inżynierii w Modlinie.
W latach 1826-7 pracował przy budowie Kanału Augustowskiego i jego projektem jest Śluza Dębowo, początkowa śluza na tym kanale. Uczestniczył w przygotowaniu produkcji i zastosowaniu nowego typu wapna hydraulicznego wiążącego pod wodą, wynalezionego w 1819 przez Francuza Louisa Vicata.
Brał udział w powstaniu listopadowym i w marcu 1831 awansowany był na stopień kapitana. Po kapitulacji Warszawy został w mieście i następnie został zatrudniony w Dyrekcji Inżynierów. Został członkiem Zarządu Komunikacji Lądowej i Wodnej oraz należał do Rady Ogólnej Budowniczej.
Należał do Sekcji komunikacji lądowych i wodnych w Komisji Rządowej Spraw Wewnętrznych, Duchowych i Oświecenia Publicznego.
W 1842 wraz z Wilhelmem Kolbergiem został wysłany w delegację do Belgii i Niemiec "w celu powzięcia dokładnych wiadomości o wszelkich szczegółach tyczących się budowy i utrzymania dróg żelaznych" oraz był komisarzem technicznym budującej się Kolei Warszawsko-Wiedeńskiej.
W latach 1844–46 należał do Komitetu Budowy Zjazdu z pl. Zamkowego, którego efektem działania było wybudowanie wiaduktu Pancera.
Żonaty był dwukrotnie z Agnieszką Marianną Dutkiewicz oraz Teresą Rudnicką. Z drugą żona miał czwórkę dzieci: Bolesława Antoniego, Władysława Michała, Natalię Zofię i Bronisława Romana.
Zmarł dnia 20 lutego 1858 w Warszawie i pochowany został na cmentarzu Powązkowskim.